# 吉利熊猫
吉利熊猫在中國以外地區称作 Geely LC， 是吉利汽车於2009年开始生产的家庭掀背汽车。在2010年C-NCAP 撞击测试中， 吉利熊猫得分达到45.3分，成为中国自主品牌汽车首个 获得五星级评价的汽车， 同时也是中国最安全的掀背汽车。 
此車車頭燈使用類似貓熊眼睛的設計，車尾燈內則有貓熊的熊掌形狀設計。在2011年，吉利熊猫成为中国雅皮一族热爱的汽车。

## 网上销售
在2010年底，中国的淘宝商城开始在网上销售吉利熊猫。 尽管买家必须支付288 元保证金，并在购买前需到訪附近的銷售點進行试驾， 而且网上購買的吉利熊猫并不送货到门，和購得的型號可能與傳統銷售渠道購得的有分別，网上首日销量依然达到500部。

## 款式

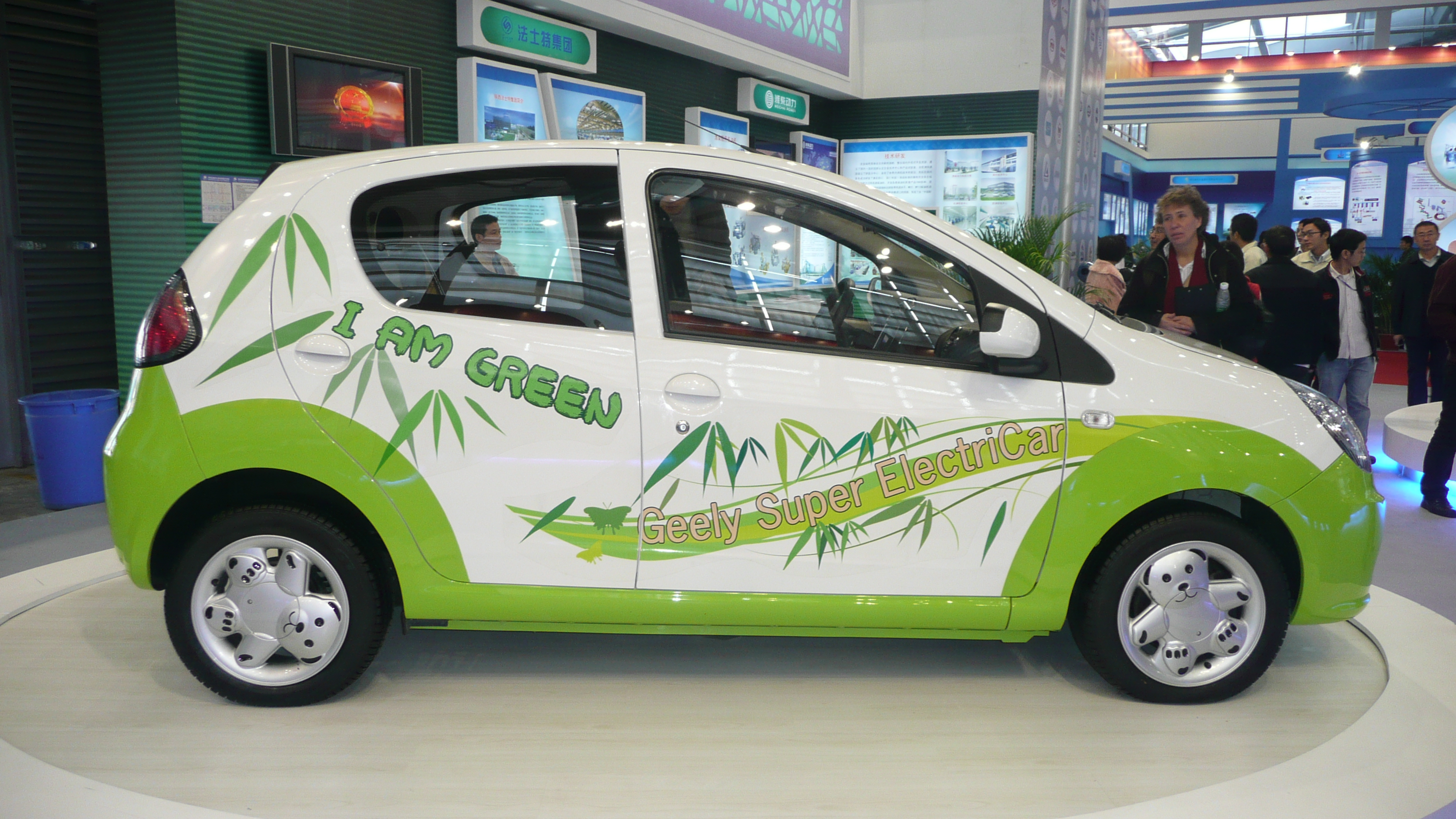
吉利熊猫在2009年深圳車展中展出

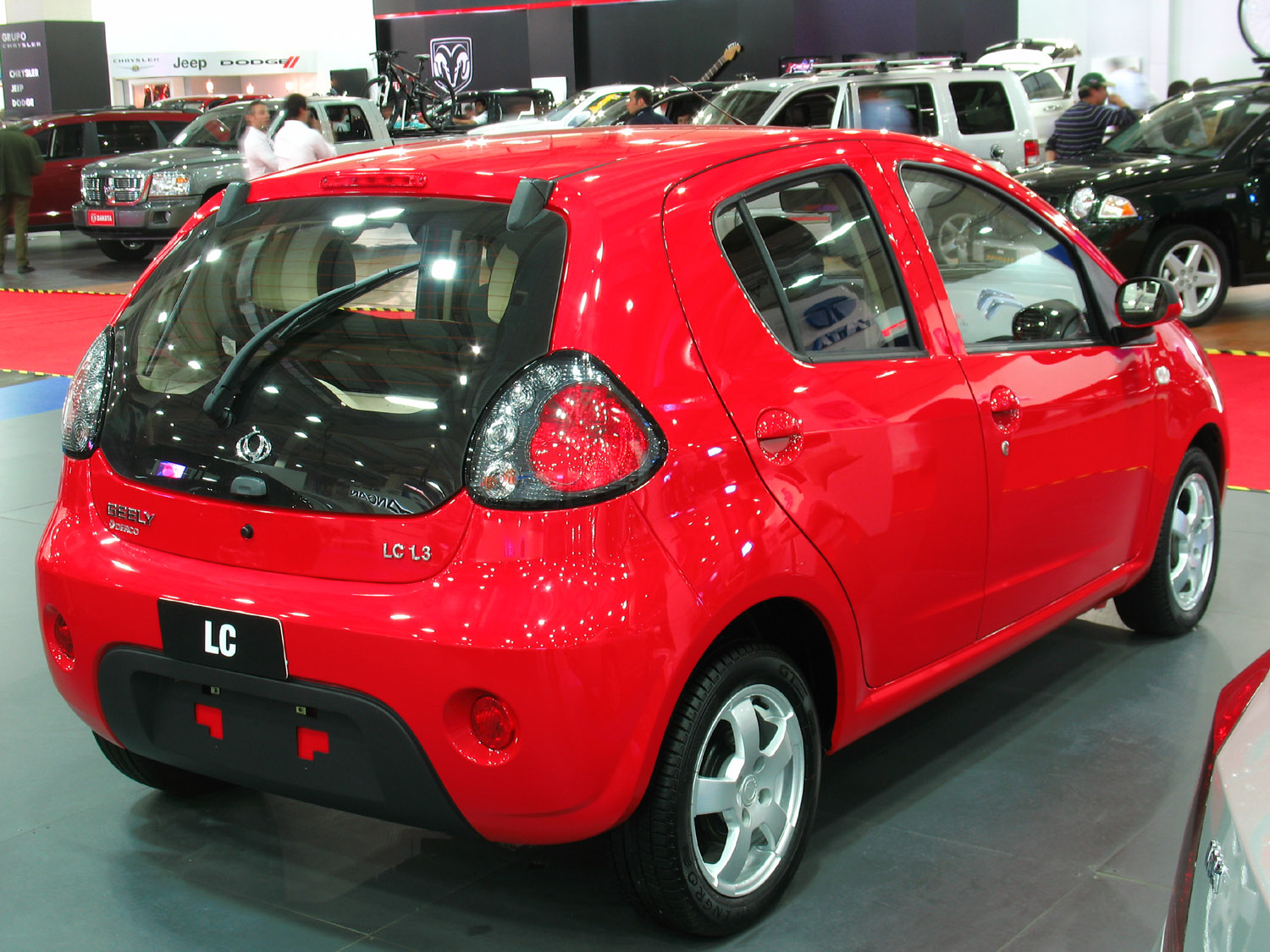
2010年吉利熊猫在智利车展

## 海外市场

### 台灣
吉利熊猫2009年曾在台灣以裕隆自主品牌裕隆酷比tobe上市，車款名稱為M'car（音同My Car）。後因銷售不佳酷比品牌停止販售吉利熊貓M'car也退出台灣銷售市場。

### 斯里兰卡
吉利熊猫在斯里兰卡作为吉利LC销售。

### 印度尼西亚
吉利熊猫在印度尼西亚销售。

### 新西兰
吉利熊猫作为Geely LC Hatch在新西兰销售。

## 链接
- 吉利熊猫Photo gallery（页面存档备份，存于） chinaautoweb.com